# خالد عبد الله (مصرفي)
خالد عبد الله (ولد في 1958 في البحرين) مصرفي وأستاذ جامعي بحريني.

## النشأة والتعليم
ولد عبد الله في البحرين في العام 1958.
حصل على شهادة الماجستير في اقتصاديات التنمية ودبلوم دراسات عليا في الاقتصاد من جامعة إيست أنجليا بالمملكة المتحدة في العام 1986. ثم حصل على درجة الدكتوراه في الاقتصاد من جامعة إكستر بالمملكة المتحدة في العام 1991.

## المسيرة المهنية
عمل لسنوات طويلة في المجال الأكاديمي والبحثي في علم الاقتصاد. بدأ حياته العملية أكاديميا في جامعة البحرين وتدرج في مناصب عدة اختتمها في مطلع عقد 2000 برئاسة قسم الاقتصاد والتمويل بكلية إدارة الأعمال.
له خبرات واسعة في مجال الصيرفة والاستثمار العقاري اكتسبها من العمل في عدد من المؤسسات المالية والعقارية. ساهم في برامج الإصلاح الاقتصادي بقيادة مجلس التنمية الاقتصادية وخصوصا في مجال إصلاح التعليم وإصلاح سوق العمل ومساهمات عدة أخرى.
تولى عدة وظائف منها:
- الرئيس التنفيذي لشركة الخليج للتعمير التي قاد عملية تحويلها إلى شركة إنوفست الاستثمارية.
- الرئيس التنفيذي المؤسِّس لشركة ريف للتمويل العقاري.
- مساعد المدير العام لإدارة تطوير الأعمال في بنك البحرين والكويت.
- يترأس حالياً مجلس البحرين للتنافسية.
- عضو في اللجنة الوطنية لمنظمة التجارة الحرة وعضو مؤسس في جمعية الاقتصاديين البحرينية وكعضو مجلس إدارة يشغل أيضا منصب رئيس لجنة التدقيق في هيئة تنظيم سوق العمل.

معروف باهتمامه بقضايا التنمية الإنسانية والتكتلات الإقليمية والاقتصادية بالإضافة إلى التمكين الاقتصادي للمرأة وله دور فاعل في المؤسسات والهيئات ذات النفع العام.
في بداية الألفية الجديدة قرر عبد الله ترك جامعة البحرين للعمل مساعد المدير العام لإدارة تطوير الأعمال في بنك البحرين والكويت. ثم عمل الرئيس التنفيذي المؤسس لشركة ريف للتمويل العقاري. ثم عمل رئيسا تنفيذيا لشركة الخليج للتعمير التي قاد عملية تحويلها إلى شركة أنوفست الاستثمارية.
في عام 2013 أعلن بنك الإسكان عن تعيين عبد الله مدير عام لبنك الإسكان بناء على قرار صادر عن مجلس إدارة البنك اعتبارا من الأربعاء الموافق 1 مايو 2013. وأصبح عبد الله ثالث من يتولى منصب المدير العام للبنك منذ تأسيسه في العام 1979 وليخلف بذلك صباح خليل المؤيد التي قدمت استقالتها من منصبها كمدير عام للبنك في مارس 2013 بعد 9 سنوات من توليها منصبها.
من أبرز المشروعات التي نفذها بنك الإسكان دانات الحورة ودانات اللوزي.